# Walchwil
Walchwil é uma comuna da Suíça, no Cantão Zug, com cerca de 3.267 habitantes. Estende-se por uma área de 15,9 km², de densidade populacional de 205 hab/km². Confina com as seguintes comunas: Arth (SZ), Küssnacht am Rigi (SZ), Meierskappel (LU), Unterägeri, Zugo (Zug).
A língua oficial nesta comuna é o Alemão.